# Lago Elgygytgyn

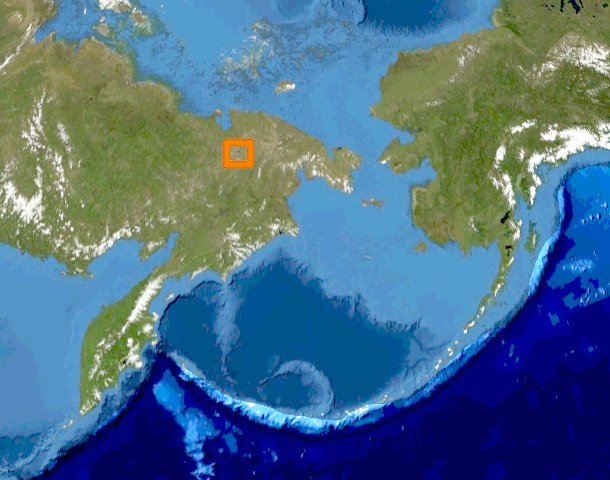

El lago El'gygytgyn (en chucoto: Эльгыгытгын) es un lago localizado en la península de Chukotka, en el noreste de Siberia, perteneciente administrativamente al Distrito autónomo de Chukotka de la Federación de Rusia. Tiene un diámetro aproximado de 12 kilómetros una superficie de 119,5 km² y una profundidad de 175 metros, y está ubicado en un cráter de impacto de meterorito creado hace 3.6 millones de años en el Plioceno. El diámetro del cráter es de 18 km. 
El lago es de particular interés para los científicos porque nunca ha sido cubierto por glaciares. Eso ha permitido la acumulación ininterrumpida de una capa de sedimentos de 400 metros de profundidad en el fondo del lago, la cual contiene información sobre el cambio climático a lo largo de la historia.